# Dialeurodes celti
Dialeurodes celti là một loài côn trùng cánh nửa trong họ Aleyrodidae, phân họ Aleyrodinae.
Dialeurodes celti được Takahashi miêu tả khoa học đầu tiên năm 1942.